# Stanislas Merhar
Stanislas Merhar (* 23. ledna 1971) je francouzský herec. Narodil se do rodiny slovinských emigrantů. Předtím, než se začal věnovat herectví, studoval hru na klavír. Svou první filmovou roli dostal v roce 1997 ve filmu Nettoyage à sec; právě za ní dostal cenu César pro nejslibnějšího herce. Mimo hraní ve filmech hrál také v několika seriálových a divadelních rolích.

## Filmografie
- Nettoyage à sec (1997)
- Furia (1999)
- La Lettre (1999)
- La Captive (2000)
- Les Savates du bon Dieu (2000)
- Franck Spadone (2000)
- Zaidina pomsta (2001)
- Nobel (2001)
- I Cavalieri che fecero l'impresa (2001)
- Un monde presque paisible (2002)
- Merci Docteur Rey (2002)
- Adolphe (2002)
- Milady (2004)
- Un fil à la patte (2005)
- Code 68 (2005)
- L'Héritage (2006)
- Umění milovat (2011)
- En Ville (2011)
- Almayerovo šílenství (2011)
- Climats (2012)
- Rosenn (2014)
- Ve stínu žen (2015)
- Madam služebná (2017)
- Le Cahier noir (2018)